# Lindel (manzana)
Lindel es una  variedad cultivar de manzano (Malus domestica).
Una variedad de manzana que sus parentales de procedencia son 'Richared Delicious' x 'Linda'. Desarrollado en 1939 en el « "Smithfield Experimental Farm" », Ontario (Canadá). Las frutas tienen una pulpa jugosa de color crema que es ligeramente gruesa pero de textura firme, con una ácidez moderada. Tolera las zonas de rusticidad según el departamento USDA, de nivel 4.

## Historia
'Lindel' variedad de manzana que procede del cruce de Parental-Madre 'Richared Delicious' x el polen de Parental-Padre de 'Linda'. Criado en el « "Smithfield Experimental Farm" » en Ontario (Canadá) en 1939. Introducido en los circuitos comerciales y nombrado en 1971.
'Lindel' está cultivada en diversos bancos de germoplasma de cultivos vivos, tales como en National Fruit Collection (Colección Nacional de Fruta) de Reino Unido con el número de accesión: 1975-208 y Nombre Accesión : Lindel.

## Características
'Lindel' árbol de porte extenso, vigoroso, que produce frutos tanto en las espuelas de fructificación como en las puntas de los nuevos brotes. Produce buenas cosechas pero necesita un aclareo anual para mantener el tamaño de la fruta. Tiene un tiempo de floración que comienza a partir del 8 de mayo con el 10% de floración, para el 12 de mayo tiene una floración completa (80%), y para el 19 de mayo tiene un 90% de caída de pétalos.
'Lindel' tiene una talla de fruto de medio a grande, con una altura promedio de 66,70 mm y un ancho promedio de 78,21 mm; forma cónica redonda, a menudo de forma irregular, con la corona fuerte, con nervaduras fuertes; epidermis lisa con color de fondo amarillo lavado tres cuartos o más con franjas rojas y otras más oscuras y marcada con abundantes lenticelas de color claro, ruginoso-"russeting" (pardeamiento áspero superficial que presentan algunas variedades) muy débil; cáliz de tamaño pequeño y parcialmente abierto, se encuentra en una cuenca calicina profunda, y estrecha con canales delimitados en sus paredes, y que está rodeada por una corona con protuberancias irregulares; pedúnculo de longitud media y calibre delgado, que se encuentra en una cavidad estrecha y profunda, que está ligeramente rujinosa, a veces con finas venas ruginoso-"russeting" que se extienden hasta el hombro; pulpa color crema que es ligeramente gruesa pero de textura firme, con una ácidez moderada.
Su tiempo de recogida de cosecha se inicia a principios de octubre. Algo agrio cuando se recolecta por primera vez, pero se suaviza con el almacenamiento. Se conserva bien hasta cuatro meses en cámara frigorífica.

## Usos
Se usa más comúnmente como postre fresco de mesa, también hace deliciosas tartas manteniendo su forma cuando se cocina.

## Ploidismo
Diploide. Auto estéril. Grupo de polinización : D, Día de polinización: 15.